# 迪布羅瓦 (馬林市鎮)
50°54′27″N 29°13′13″E / 50.90750°N 29.22028°E
迪布羅瓦（烏克蘭語：Діброва），是烏克蘭的村落，位於該國北部日托米爾州，由科羅斯滕區馬林市鎮負責管轄，始建於1750年，面積2.72平方公里，海拔高度166米，2001年人口448，人口密度每平方公里164.52人。